# ابوالوفا بغدادی
تاج العارفين سید ابوالوفا محمد بن محمد أريز البغدادی (متولد ۱۰۲۶  - درگذشته ۹ دسامبر ۱۱۰۷)، که با القاب ابوالوفا بغدادی، الکاکس یا الکردی  نیز شناخته می‌شود، بنیانگذار طریقت وفاییه بود. در شرح حال او آمده است که او سیدی از نسل علی مرتضی بوده است.

## زندگی
بر اساس شرح حال‌ها، ابوالوفا، که نام اصلی‌اش محمد بن محمد أريز بود، در سال ۱۰۲۶ در روستای کوسان در عراق، در خانواده‌ای با اصالت کرد، متولد شد.   همچنین مشخص است که او در روستایی به نام کلمینا اقامت داشته است. پدر او سید محمد أريز بود که گفته می‌شود متعلق به قبیله کرد بنی‌نرگس، یکی از نوادگان امام حسین ، بوده و به دلیل ظلم و ستم مداوم مجبور بوده به طور متناوب بین روستاهای زباله  و هیاسم  زندگی کند و مادرش فاطمه ام‌کلثوم نیز کرد بود. به گفته برخی از محققان، در حالی که پدرش محمد در منطقه زباله عراق زندگی می‌کرد، به دلیل آزار و اذیت سادات آنجا به منطقه کوسان گریخت و به قبیله کرد بنی‌نرگس پناه برد و با دختری کرد از این قبیله ازدواج کرد و ابوالوفا در اینجا متولد شد. 
ابوالوفا، که درباره زندگی او اثری به نام «مناقب نامه تاج العارفين السيد أبو الوفا» وجود دارد، در ۹ دسامبر ۱۱۰۷ درگذشت. مقبره ابوالوفا در روستای الأمه (وريور) در منطقه بسروجيه، در جنوب غربی شهر کوت در عراق قرار دارد. 

## طریقت وفاییه
سید محمد بنیانگذار طریقت وفاییه است. او به لقب تاج العارفین مشهور بود. و در میان کردها به «کاکی» معروف بود.  پس از گذراندن بخش قابل توجهی از تحصیلات خود در بغداد، به بخارا رفت. پس از فراگیری علوم دینی، به بغداد بازگشت و در آنجا به شیح ابومحمد شنبکی پیوست. 
شیخ ابومحمد شنبکی در طول زندگی خود یکی از بزرگترین شیوخ عراق محسوب می‌شد. شیخ ابومحمد شنبکی آموزش صوفیانه خود را زیر نظر ابوبکر بن حواز الهواری البتیحی، که به خاطر رفتار جذاب و شخصیت قاطعش شناخته می‌شد، به پایان رساند. شیخ شنبکی به سرعت نفوذ خود را در منطقه افزایش داد و شاگردان بی‌شماری تربیت کرد. خلفایی که او تربیت کرد، به طور مستقیم یا غیرمستقیم بر فرقه‌های صوفیه، به ویژه طریقت وفاییه، و همچنین فرقه‌های رفاعی و قادری تأثیر گذاشتند. سید محمد که نزد چنین شخصیت بانفوذی به تحصیل تصوف پرداخته بود، تحسین فراوان شیخ خود را به دست آورد، به طوری که پس از مدت‌ها خدمت به او، به خاطر وفاداری و صداقتش، لقب «ابوالوفا» را به او اعطا کرد.  پس از مرگ ابومحمد شنبکی، ابوالوفا جانشین او شد و تقریباً از هر طبقه‌ای شاگردان بی‌شماری به دست آورد. گزارش شده است که این وضعیت خلیفه عباسی، قائم بمرالله (۱۰۳۱-۱۰۷۵)، را نگران کرد، زیرا گمان می‌کرد که ابوالوفا، به عنوان یک سید، ممکن است در آینده به خلافت چشم دوخته باشد. طبق شرح حال، خلیفه برای کاهش این نگرانی، شیخ را به بدعت متهم کرد، قصد داشت او را در برابر کمیته‌ای از علما محاکمه و به اعدام محکوم کند. با این حال، این نقشه طبق برنامه پیش نرفت و شیخ با پاسخ‌های قانع‌کننده به سؤالات، آنها را شرمنده کرد. معجزات زیادی در مناقب‌نامه به او نسبت داده شده است. طبق یک روایت، سید ابوالوفا، که قبل از تحصیل عربی نمی‌دانست، شبی پیامبر را در خواب دید. پس از بیدار شدن، او شروع به صحبت کردن به زبان عربی روان کرد. به همین دلیل، او گفت: «من کُرد به رختخواب رفتم و عرب از خواب بیدار شدم.»  مولانا جلال‌الدین رومی نیز همین جمله را در مقدمه مثنوی خود ، ضمن توصیف نسب حسام‌الدین چلبی، نقل می‌کند. 
دیدگاه کلی در مورد سلسله وفاییه این است که این طریقت شاخه‌ای از شنبکیه است. طریقتی که توسط ابوالوفا تأسیس شد، پس از مرگ او وفاییه نام گرفت. اطلاعات کافی در مورد سلسله، آیین‌ها، رویه‌ها و قوانین این طریقت وجود ندارد. از نظر تاریخی، به نظر می‌رسد که وفاییه در برخی مناطق سنی و در برخی دیگر غیرسنی بوده و ماهیتی علوی-باطنی داشته است. در برخی دوره‌ها، به نظر می‌رسد که در یک منطقه به هر دو شکل وجود داشته است.  در مناقب‌نامه آمده است که ابوالوفا در طول زندگی خود سماع را اجرا می‌کرد، موضوعی که باعث اعتراض و بحث‌هایی در بین اعضای سایر طریقت‌ها شد. برخی از وقایع نقل شده در شرح حال ابوالوفا نشان می‌دهد که رفتار او کاملاً با اصول اهل سنت سازگار نبوده است. بخشی از این اثر روایت می‌کند که خلیفه به همراه نامه‌ای، جام شرابی برای شیخ فرستاد و در نامه آمده است که این جام برای سرو شراب در مراسمی که مردان و زنان با هم انجام می‌دادند، فرستاده شده است.
یکی از شجره‌نامه‌های قدیمی وفاییه، مربوط به سال ۱۴۵۱، ظاهراً نام چهار خلیفه اول را در بخش دعا در ابتدای آن آورده است، در حالی که دیگری، مربوط به سال ۱۵۸۲، که همزمان با پیامدهای رقابت عثمانی-صفوی است، نام سه خلیفه اول را حذف کرده و نام دوازده امام را جایگزین آنها کرده است. آیفر کاراکایا-استامپ، که به خاطر تحقیقاتش در مورد وفایی‌گرایی و علوی‌گرایی شناخته می‌شود، این ترکیب ظاهراً التقاطی را از منظر فرقه‌ای به عنوان «بازتابی از تکامل میراث وفاییه از سنی‌گرایی اسمی به یک متادوکسی با مرزهای فرقه‌ای مبهم در طول گسترش میراث وفایی از عراق قرن یازدهم تا آناتولی پس از حمله مغول و از آنجا به یک تصویر شیعه/علی‌گرا که پس از رقابت عثمانی-صفوی تشدید می‌شود» تفسیر می‌کند.
پس از مرگ ابوالوفا، فرقه وفاییه از طریق خلفایی مانند علی بن هیتی، علی الکردی، معاد الکردی، چاکر الکردی، بوغا بن باتو، عبدالرحمن بن دوغانجی، محمد ترکمانی، شیخ تورهان، شیخ تکین، محمد بن بلقیسا، مطر البدرانی و احمد بن بکلی الیمنی به طور گسترده در سراسر عراق و سوریه گسترش یافت. سپس فعالیت خود را در آناتولی آغاز کرد. این واقعیت که سه نفر از خلفای ابوالوفا با نام مستعار "کردی" شناخته می‌شدند، نفوذ قابل توجه شیخ را در میان قبایل کرد نشان می‌دهد. وجود خلفای دیگری با نام‌های ترکی نشان می‌دهد که نفوذ ابوالوفا محدود به مناطق کردنشین نبوده است. با این حال، اطلاعات مربوط به وضعیت وفاییه در عراق و سوریه، مناطق اصلی گسترش آن و مدت زمان نفوذ آن در آنجا، کمتر از آناتولی است. مهمترین نماینده این طریقت در آناتولی، شیخ ترکمن دده گارکین بود که تقریباً یک قرن پس از مرگ شیخ زندگی می‌کرد و گفته می‌شود که یک طریقت مذهبی به نام خود تأسیس کرده است. سنتی که او نماینده آن بود، بیشتر توسط بابا الیاس خراسانی و شیوخ خانواده‌اش نمایندگی می‌شد. شیخ اده‌بالی، چهره برجسته‌ای در تأسیس امارت عثمانی، نیز عضوی از این طریقت بود. وفاییه نفوذ خود را در جغرافیایی وسیع و برای مدت طولانی حفظ کرد. 

## دودمان
- ۱. امام علی
- ۲. امام حسین
- ۳. امام زین العابدین
- ۴. سید حسین
- ۵. سید یحیی
- ۶. سید حسن فکی
- ۷. سید زید
- ۸. سید حسین
- ۹. سید محمد
- ۱۰. سید علی
- ۱۱. سید زید
- ۱۲. سید محمد کبیر أريز
- ۱۳. سید ابوالوفا

## منبع
1. ↑  Ahmet Yaşar Ocak, "Ebü'l-Vefâ el-Bağdâdî" بایگانی‌شده  در ۲۰۱۹-۱۱-۲۸ توسط Wayback Machine, DİA, c.10, s. 347
2. ↑  Şefik Can, "Hazreti Mevlana'nın Etrafındakiler بایگانی‌شده  در ۲۰۲۱-۰۱-۰۹ توسط Wayback Machine", Konya Belediyesi sitesi, (erişim: 7.1.2021)
3. 1 2  Haşim Şahin, "Vefâiyye" بایگانی‌شده  در ۲۰۲۰-۱۱-۳۰ توسط Wayback Machine, DİA, c. 42, s. 600-603
4. ↑  "Ünlü sufi Ebü'l Vefa'nın mezarı bulundu" بایگانی‌شده  در ۲۰۲۱-۰۱-۱۳ توسط Wayback Machine, Gazete Duvar, 13.01.2021, (erişim: 11.02.2021)
5. 1 2 3 4  Haşim Şahin, "Selçuklu ve Erken Osmanlı Döneminde Vefâiyye Tarikatı" بایگانی‌شده  در ۲۰۲۱-۰۶-۰۲ توسط Wayback Machine. Türk Kültürü ve Hacı Bektaş Velî Araştırma Dergisi, sayı: 70 (2014): s. 41
6. ↑  Ahmet Yaşar Ocak, "Ebü'l-Vefâ el-Bağdâdî" بایگانی‌شده  در ۲۰۱۹-۱۱-۲۸ توسط Wayback Machine, DİA, c.10, s. 347
7. ↑  Mevlana, Konularına Göre Açıklamalı Mesnevi Şerhi, 1. Cilt بایگانی‌شده  در ۲۰۲۱-۰۱-۰۶ توسط Wayback Machine, Tercüme eden ve açıklayan: Şefik Can, Ötüken Yayınevi, İstanbul 1997, s.12
8. ↑  آیشنور اوزکول، مناقب تاج العارفین ابوالوفا - تحلیل و متن -، پایان‌نامه کارشناسی ارشد، دانشگاه مرمره، موسسه علوم اجتماعی، گروه علوم پایه اسلامی، ۲۰۰۸، ص ۹۰ و ۱۸۶: «... هنگامی که به آسمان‌ها برخاستند، از هر سو شروع به چرخش کردند. ظاهراً در میان آنها فرد نادانی بود که گفت: «این چرخش چیست؟ از آن چه حاصل می‌شود؟ ما بچه‌های کرد نیستیم که دائماً بچرخیم...» (مناقب تاج العارفین، ff. 116a)
9. ↑  Ahmet Yaşar Ocak, "Ebü'l-Vefâ el-Bağdâdî" بایگانی‌شده  در ۲۰۱۹-۱۱-۲۸ توسط Wayback Machine, DİA, c.10, s. 347
10. ↑  آیفر کاراکایا-استامپ، وفاییه، بکتاشیه، قزلباشیه: تجدید نظر در منابع علوی، تاریخ و تاریخ نگاری، دانشگاه بیلگی استانبول، 2015، صص 192-193